# Мутуме
Мутуме́ (фр. Mouthoumet) — коммуна во Франции, находится в регионе Лангедок — Руссильон. Департамент коммуны — Од. Административный центр кантона Мутуме. Округ коммуны — Каркасон.
Код INSEE коммуны — 11260.

## Население
Население коммуны на 2008 год составляло 106 человек.
| 1962 | 1968 | 1975 | 1982 | 1990 | 1999 | 2008 |
| ---- | ---- | ---- | ---- | ---- | ---- | ---- |
| 123  | 92   | 71   | 102  | 65   | 86   | 106  |

## Экономика
В 2007 году среди 64 человек в трудоспособном возрасте (15—64 лет) 44 были экономически активными, 20 — неактивными (показатель активности — 68,8 %, в 1999 году было 78,8 %). Из 44 активных работали 39 человек (22 мужчины и 17 женщин), безработных было 5 (2 мужчин и 3 женщины). Среди 20 неактивных 5 человек были учениками или студентами, 6 — пенсионерами, 9 были неактивными по другим причинам.

## Фотогалерея

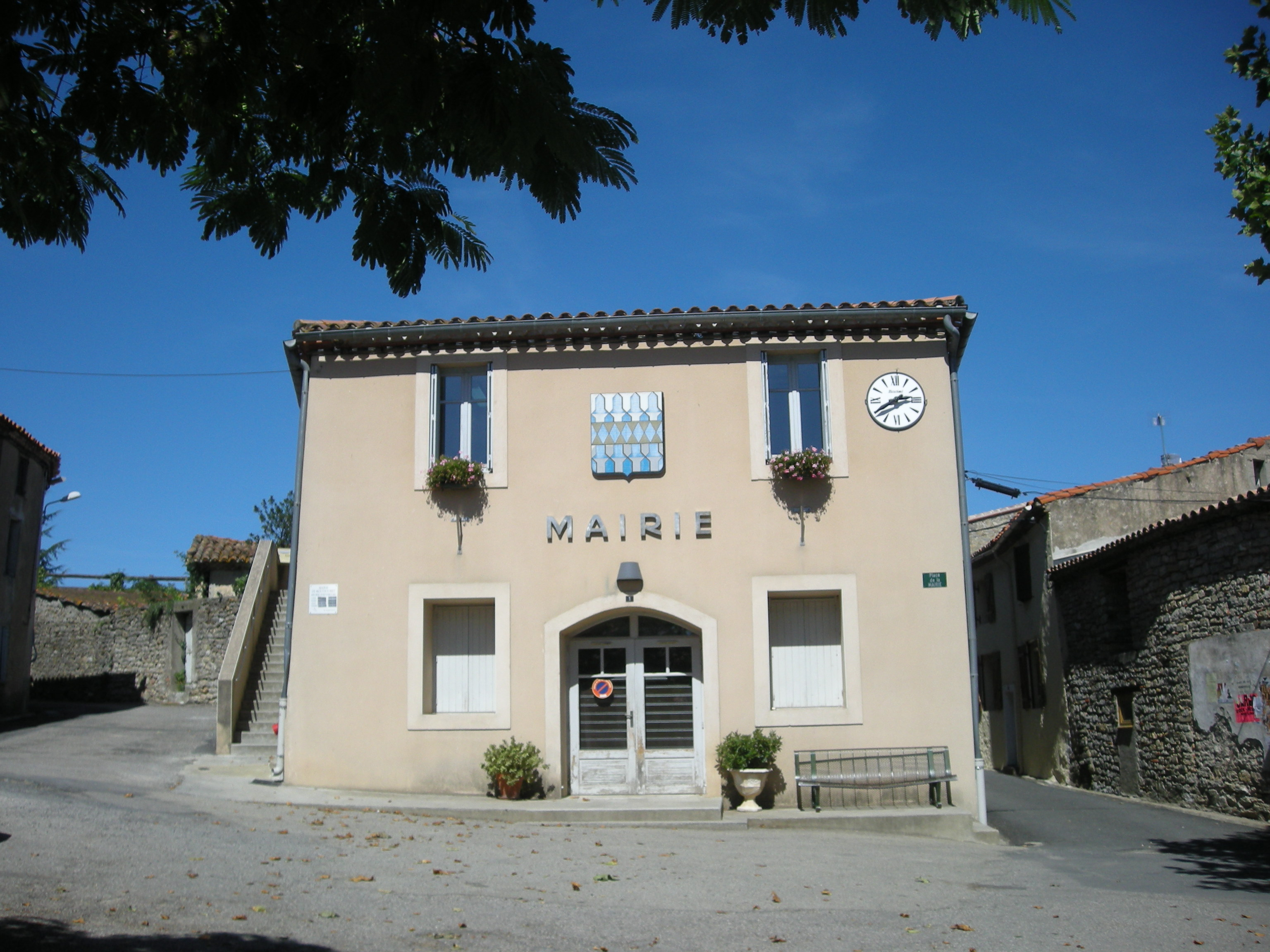
Мэрия
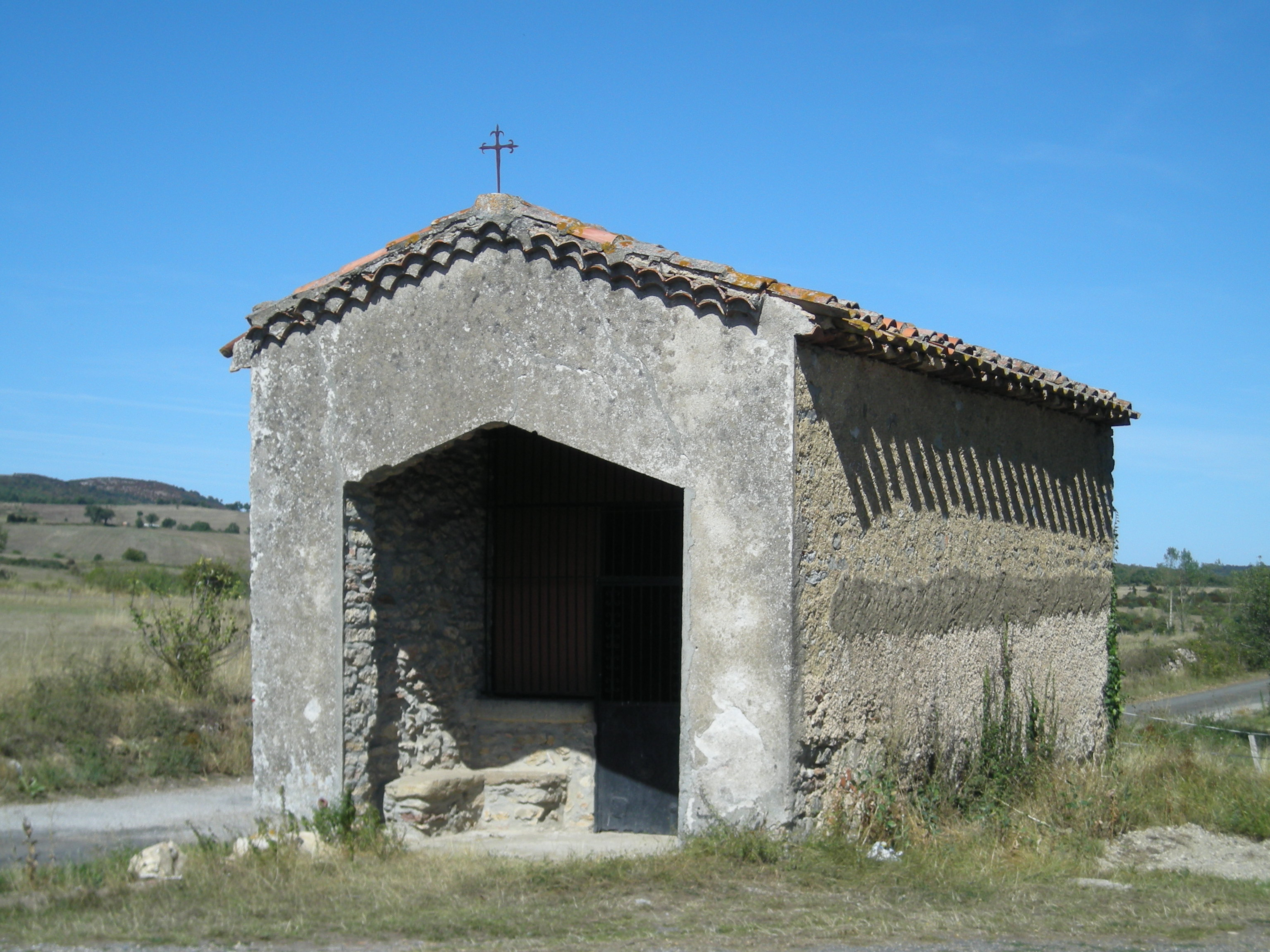
Часовня
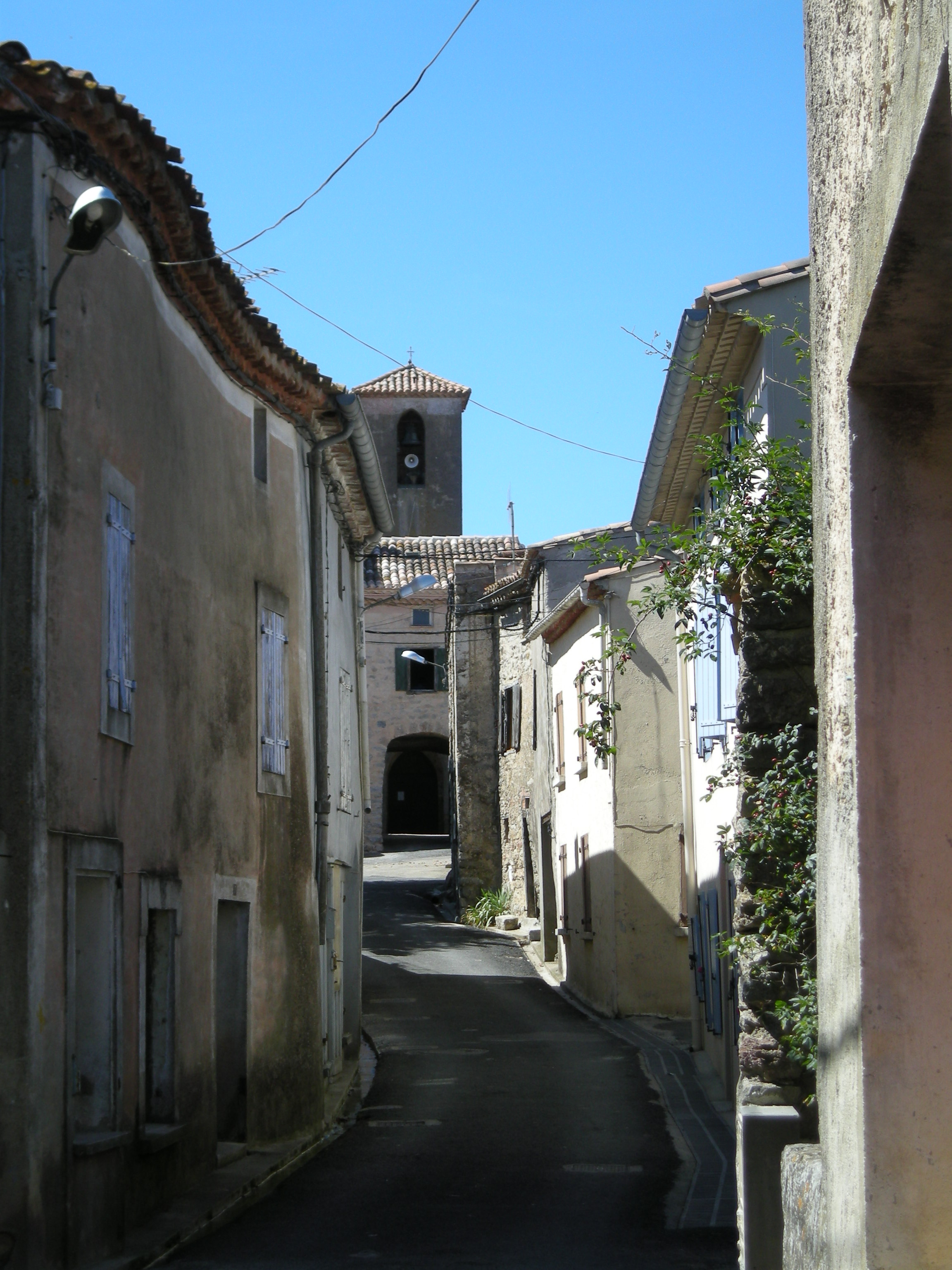
Улица в Мутуме